# Lipovina

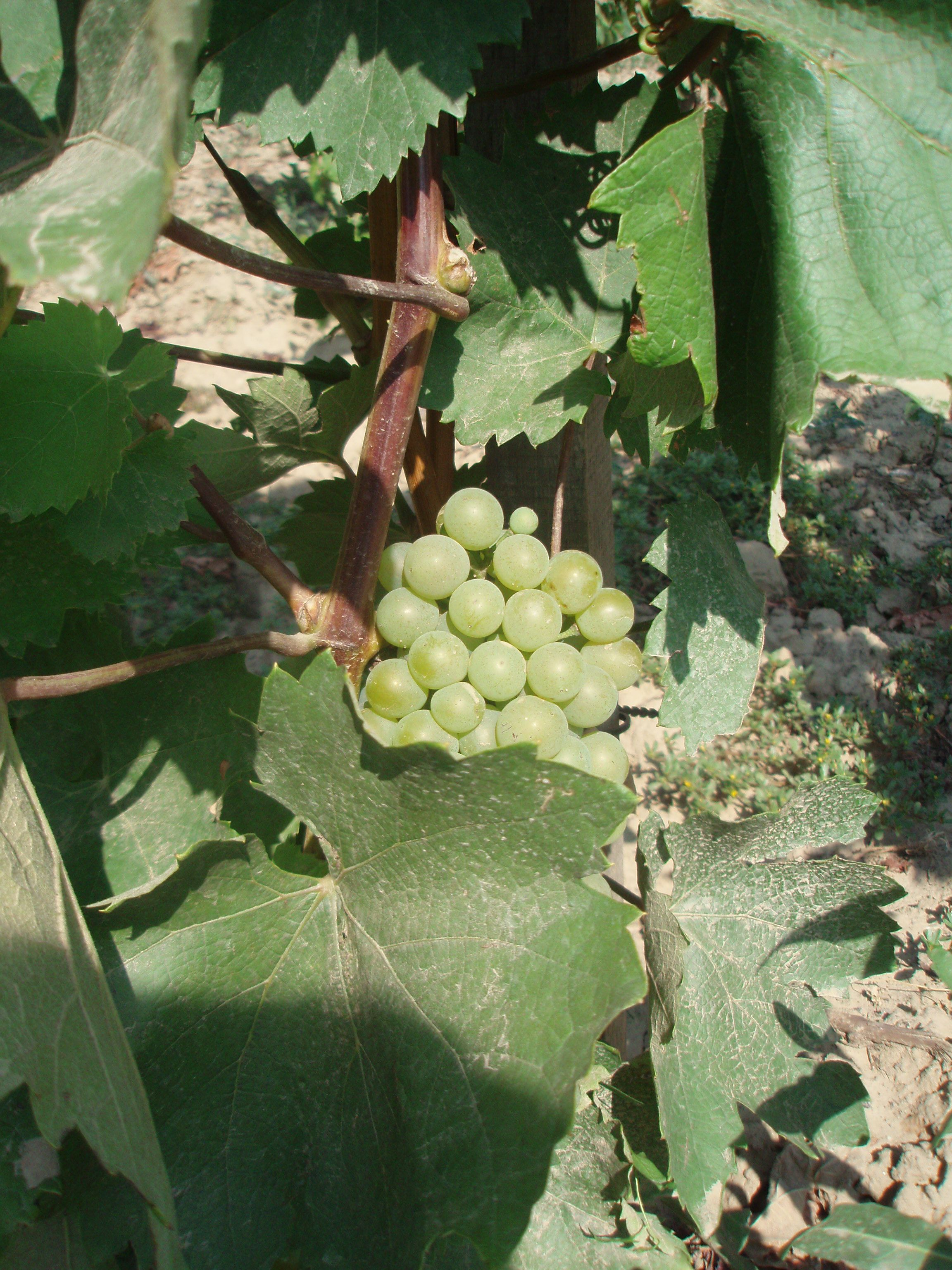
Lipovina (Hárslevelű)

Lipovina (maďarsky Hárslevelű) je starobylá moštová odrůda vinné révy, určená k výrobě bílých vín, která je pěstována především na pomezí Maďarska a Slovenska v Tokajské oblasti.

## Popis
Réva vinná (Vitis vinifera) odrůda Lipovina je jednodomá dřevitá pnoucí liána dorůstající v kultuře až několika metrů. Kmen tloušťky až několik centimetrů je pokryt světlou borkou, která se loupe v pruzích. Úponky umožňují této rostlině pnout se po tvrdých předmětech. Růst je bujný.
List je středně velký, širší než delší, okrouhlý, téměř nečleněný až mělce třílaločnatý, hladký, připomíná list lípy (odtud i název odrůdy). Rub listu je silně plstnatý, řapík je dlouhý, zelený, někdy s vínově červeným odstínem. Řapíkový výkroj je otevřený, lyrovitý s oblým dnem.
Oboupohlavní pětičetné květy v hroznovitých květenstvích jsou žlutozelené, samosprašné. Plodem je středně velká (13–15 mm), okrouhlá až mírně vejčitá bobule s tenkou, mírně ojíněnou slupkou, která je zelenožlutá se zlatým odstínem, později s rezavohnědými tečkami, se šťavnatou, sladkou, parfémovanou dužinou příjemné, mírně kořenité chuti. Hrozen je středně velký, velmi dlouhý, průměrně 250–300 mm (průměrná hmotnost je 150 g), úzký, válcovitý, zřídka křídlatý, spíše řidší. Stopka je poměrně dlouhá (60–80 mm), tlustá, světle zelená.

## Původ a rozšíření
Lipovina je starobylá, pozdní moštová odrůda vinné révy (Vitis vinifera) z eko-geografické skupiny černomořských odrůd, pravděpodobně původní odrůda z území dnešního Maďarska, z Karpatské kotliny. Někdy je ovšem jako její pravlast uváděno i Chorvatsko (rajón Lipova), odkud se pak měla rozšířit do Maďarska, do tokajské oblasti.
Pěstuje se hlavně v Maďarsku, v tokajské oblasti (Tokaj-hegyalja), v okolí měst Villány, Somló, Eger a na svazích pohoří Matra (Debrö), jedná se o druhou nejdůležitější tokajskou odrůdou po odrůdě Furmint, zastoupenou zde zhruba 10–20% ploch vinic. Dále je rozšířena především ve vinařských oblastech na jihu východní Evropy, v zemích bývalé Jugoslávie, v Rumunsku a v Rusku, hlavně na Krymu. Na Slovensku je zastoupena přibližně 15 % výsadby v tokajské oblasti, ve společnosti odrůd Furmint, Muškát žlutý a Ryzlink vlašský. Je pěstována i v Jihoafrické republice (vinařství Lemberg Estate, Tulbagh, roku 1992 na 597 ha).
Odrůda není zapsána do Státní odrůdové knihy České republiky a není ani odrůdou, povolenou k výrobě zemských vín. Velmi ojediněle ji najdeme ve společných výsadbách na starých vinicích. V Listině registrovaných odrůd Slovenska je zapsána od roku 1952, povolena je pro Tokajskou vinohradnickou oblast.
Křížením odrůd Lipovina a Bouvierův hrozen vznikla v Maďarsku novodobá tokajská odrůda Kabar, povolená zde od roku 2006. Pracovní název křížení je Tarcal 10.

## Název
Název odrůdy, v překladu z maďarštiny „lipový list“, se vztahuje k tvaru listů. Také vůně vína někdy upomíná na lipový květ. V souvislosti s lípou je třeba ještě jednou zmínit, že jedním z možných, i když méně pravděpodobných míst původu odrůdy je rajón Lipova v Chorvatsku.
Další, lokálně používaná synonyma odrůdy jsou : Гарс Левелю, Липовина, Токай, Харшлевелю (vše Rusko), Bijela Lipovna (bývalá Jugoslávie), Biyali, Budai Gohér, Feuilles de Tilleul, Frunza (Frunze) de Tei (Rumunsko), Gars Levelju, G. Levelyu (Rusko), Gorsh Levelyu, Hachat Lovelin (Francie), Harch Levelu (Bulharsko), Harst Leveliu (Rumunsko), Hosszunyelü Fehér, Kerekes, Kereklevelü (Maďarsko), Lämmerschwanz (Německo), Lindenblättriger (Rakousko), Lindener, Lipolist, Lime Leaf, Lipolist Biyali, Musztafer, Nöthab, Tarpai, Tokay (USA, Rusko), Vörös.

## Pěstování
Réví dobře vyzrává, ale mrazu odolává odrůda přesto podprůměrně (do −16 °C). Vhodné je střední vedení s řezem na krátké tažně, doporučené zatížení 6–8 plodonosných oček na m². Běžně dosahuje úrody 5–10 t/ha při cukernatosti moštu 19–20 °NM a obsahu kyselin 10–11 g/1.

### Fenologie
Rašení je pozdní, zaměkání bobulí začíná v polovině srpna, odrůda dozrává až koncem října, její vegetační cyklus trvá 150–160 dní při sumě aktivních teplot (SAT) 2800–3000 °C.

### Choroby a škůdci
Relativně dobře odolává plísni révové (Plasmopara viticola) a révokazu, citlivější je vůči padlí révovému (Uncinula necator), plísni šedé (Botrytis cinerea) a obalečům.

### Poloha a půdy
Na polohu je náročná, vyžaduje chráněné, teplé a slunečné lokality. Vysoké nároky má i na půdu, vyžaduje hluboké, teplé půdy, dobře zásobené živinami. Nedaří se jí ve výsušných půdách.

## Víno
Lipovina se využívá i k výrobě vína reduktivní technologií. Víno vyzrává v dubových sudech, kombinuje v sobě jemně aromatickou, charakteristickou vůni lipových květů a medovou chuť s poměrně výraznou aciditou. Poskytuje plné, bohaté, extraktivní, zelenkavě žluté až zlatožluté, výrazně parfémované víno s kořenitými, pylovými, nebo bezovými tóny, vyráběné jako suché i dezertní, s ušlechtilým zbytkovým cukrem. V nejlepších ročnících dosahuje jakosti bortrytických výběrů, takové víno je pak v Madarsku označováno jako „Villányi Aranyhárs“, tedy „zlatá lípa z Villány“.
V tokajské oblasti se ovšem hrozny používají především k výrobě tokajských vín, která nejsou vyráběna odrůdově čistá, ale jako cuvée tokajských odrůd. Lipovina dobře doplňuje Furmint, je sice méně náchylná k tvorbě cibéb, ale má plnější chuť. Dalšími tokajskými odrůdami jsou Muškát žlutý (Muscat á Petits Grains blancs), novokřížení Zéta (Oremus), Kövérszölö, Ryzlink vlašský a již zmíněná odrůda Kabar.

### Multimédia
- Martin Šimek : Encyklopédie všemožnejch odrůd révy vinné z celýho světa s přihlédnutím k těm, co již ouplně vymizely, 2008–2012